# 大圏仔
大圏仔（だいけんし、ダーイヒュンザイ）は、香港を拠点とする犯罪組織の一。三合会に含まれる。

## 歴史
1966年から開始された文化大革命期の中国大陸からの難民集団をルーツとする。